# BMW F 650 ST
BMW F 650 ST Strada je motocykl, vyvinutý firmou BMW, vyráběný v letech 1993–2001. Předchůdce byl model BMW F 650, od kterého se liší, vzhledem k více silničnímu zaměření, především menším předním kolem, menší výškou sedla, nižším větrným štítkem a celkově pozměněným vzhledem. Jeho nástupcem se stal nekonvenční model F 650 CS Scarver se sekundárním převodem ozubeným řemenem. Byl jako celá řada 650 výsledkem partnerství s firmou Aprilia, která vyráběla svůj model pod označením Aprilia Pegaso 650. Obě značky používaly rakouské jednoválcové motory Rotax.

## Technické parametry
- Rám: trubkový ocelový
- Suchá hmotnost: 173 kg
- Pohotovostní hmotnost: 191 kg
- Maximální rychlost: 165 km/h
- Spotřeba paliva: 5,6 l/100 km